# Grido
Grido, anciennement Weedo, de son vrai nom Luca Paolo Aleotti, né le 30 mars 1979 à Milan, en Lombardie, est un rappeur et chanteur pop italien. Il est un ancien membre du groupe des Gemelli DiVersi, et il est le frère de J Ax.

## Biographie

### Gemelli DiVersi
La première apparition musicale de Luca date de 1996, à sa collaboration avec Articolo 31 sur la chanson Cavaliere senza re. L'année suivante, en 1997, avec son groupe Rima Nel Cuore, qu'il a formé avec Francesco Stranges, il collabore avec DJ Enzo sur Tutti per uno. Rima Nel Cuore se joint à La Cricca, composée du rappeur Thema et du DJ THG, menant ainsi à la formation du collectif Gemelli DiVersi. Il enregistre un premier album homonyme avec le groupe en 1998. En 2009, il participe avec le groupe à la 59e édition du festival de Sanremo présentant la chanson Vivi per un miracolo, le premier single de l'album Senza fine 98-09 - The Greatest Hits.

### Carrière solo
En parallèle à ses activités avec Gemelli DiVersi, Luca se consacre à sa carrière solo en collaborant sur plusieurs chansons du groupe Articolo 31 incluant Il mio consiglio, Buon sangue non mente et Due su due. Le 3 mai 2011, le rappeur publie son premier album solo, intitulé Io Grido, précédé par Superblunt (un duo avec Danti des Two Fingerz, Tormento et Sud Sound System), et de Fumo e malinconia le premier single. L'album débute à la neuvième position du classements musicaux italiens.
Au mois de juin 2014, Grido se sépare de Gemelli DiVersi, en change son nom de scène en Weedo. Sous ce nom, le rappeur signe un contrat avec le label indépendant Newtopia (fondé par son frère J Ax avec FedeZ), au sein duquel il publie en téléchargement numérique son EP Happy EP! le 16 du même mois.
Le 5 août 2016, il reprend son nom de Grido et sort le single "Gravità Zéro", en prévision de son deuxième album "Segnali di fumo" prévu pour février 2017.

## Controverse
En 2006, le rappeur Fabri Fibra, publie la chanson Idee stupide, dans laquelle le rappeur exprime peu d'appréciation pour Gemelli DiVersi, et Grido en particulier. Ce dernier lui répond par une vidéo postée en ligne dans laquelle il parodie son adversaire, intitulée Standing Ovation.

## Discographie

### Album studio
- 2011 : Io Grido

### EPs
- 2014 : Happy EP! (sous le nom de Weedo)

### Albums collaboratifs
- 1998 : Gemelli DiVersi (avec Gemelli Diversi)
- 2000 : 4x4 (avec Gemelli Diversi)
- 2001 : Come piace a me (avec Gemelli Diversi)
- 2002 : Fuego (avec Gemelli Diversi)
- 2003 : Fuego Special Edition (double album ; avec Gemelli Diversi)
- 2004 : Reality Show  (avec Gemelli Diversi)
- 2005 : Reality Show - Dual Disc (avec Gemelli Diversi)
- 2007 : Boom! (avec Gemelli Diversi)
- 2009 : Senza fine (avec Gemelli Diversi)
- 2012 : Tutto da capo (avec Gemelli Diversi)

### Singles
- 2006 : Grido feat. THG - Standing Ovation (diss contre Fabri Fibra)